# If We Were a Movie
«If We Were a Movie» —en español: «Si fuéramos una película»— es una canción interpretada por la cantautora estadounidense Miley Cyrus. Ella interpreta la canción como Hannah Montana, el alter ego de Miley Stewart, el personaje protagonista que interpreta Cyrus en la serie de televisión de Disney Channel, Hannah Montana. «If We Were a Movie» fue escrita por Jeannie Lurie y Holly Mathis, y fue producida por Antonina Armato y Tim James.
En los Estados Unidos, la canción alcanzó el puesto cuarenta y siete en el Billboard Hot 100 y logró entrar al top cuarenta del Pop 100. Su aparición en el Billboard Hot 100 convirtió a Cyrus en el primer acto en tener seis canciones debutando en la lista en la misma semana. Un video musical de «If We Were a Movie» fue tomado de imágenes de un concierto de Hannah Montana en Radio Disney.
Más tarde, la canción se volvió a grabar a dúo con el también actor de Disney Channel, Corbin Bleu, para el álbum de la banda sonora de Hannah Montana 3 (2009).

## Antecedentes y composición
Escrita por Jennie Lurie y Holly Mathis, y producida por Antonina Armato y Tim James, «If We Were a Movie» es una canción de teen pop que dura tres minutos y tres segundos. Heather Phares de Allmusic consideró «If We Were a Movie» una canción "inteligente" y "pegadiza", con una "composición más aguda que el promedio". Fue lanzado como el lado B de «The Best of Both Worlds» en países extranjeros el 20 de febrero de 2007.

## Recepción
Como no se lanzó como sencillo en los Estados Unidos, «If We Were a Movie» recibió transmisión exclusiva en Radio Disney, por lo que sus apariciones en las listas consistieron principalmente en descargas digitales. Tras el lanzamiento de la banda sonora de Hannah Montana, la canción ingresó en la lista Hot Digital Songs de Billboard en el número veinte, lo que llevó a una aparición en Billboard Hot 100 en la semana que finalizó el 11 de noviembre de 2006. «If We Were a Movie» debutó en el Billboard Hot 100 en su posición máxima de cuarenta y siete, convirtiéndose así en la canción de Cyrus como Montana con la posición más alta en las listas de éxitos del álbum, y una de las canciones para hacer de Cyrus el primer acto en tener seis canciones debutantes en el Billboard Hot 100 en la misma semana. Salió de la lista en la semana siguiente. La canción también alcanzó el puesto número treinta y ocho en la ya desaparecida lista Pop 100.

## Promoción
Se han utilizado de manera destacada tres presentaciones en vivo diferentes como videos musicales promocionales. Cyrus presentó «If We Were a Movie» como Hannah Montana por primera vez el 23 de junio de 2006 en su concierto en Typhoon Lagoon de Walt Disney World Resort. El video fue transmitido por Disney Channel, junto con presentaciones de «The Best of Both Worlds», «I Got Nerve» y «This is the Life». Otra presentación en vivo, la del concierto del décimo cumpleaños de Radio Disney, también se utilizó como video musical en Disney Channel. La tercera presentación en vivo fue en The Party's Just Begun Tour de The Cheetah Girls y también sirvió como video musical.

## Posicionamiento en listas

### Semanales
| País (Lista 2006)                  | Mejor posición | Ref   |
| ---------------------------------- | -------------- | ----- |
| Estados Unidos (Billboard Hot 100) | 47             | [ 8 ] |
| Estados Unidos (Billboard Pop 100) | 38             | [ 2 ] |

## Certificaciones
| País (Organismo certificador) | Certificaciones | Ventas certificadas | Ref.  |
| ----------------------------- | --------------- | ------------------- | ----- |
| Estados Unidos (RIAA)         | Platino         | 1 000               | [ 9 ] |